# Евергрін (округ Старр, Техас)
Евергрін (англ. Evergreen) — переписна місцевість (CDP) в США, в окрузі Старр штату Техас. Населення — 80 осіб (2020).

## Географія
Евергрін розташований за координатами 26°25′29″ пн. ш. 99°1′26″ зх. д. / 26.42472° пн. ш. 99.02389° зх. д. (26.424841, -99.024011).  За даними Бюро перепису населення США в 2010 році переписна місцевість мала площу 0,03 км², уся площа — суходіл.

## Демографія
Згідно з переписом 2010 року, у переписній місцевості мешкали 73 особи в 18 домогосподарствах у складі 16 родин. Густота населення становила 2208 осіб/км².  Було 20 помешкань (605/км²).
Расовий склад населення:
| - 87,7 % — білих - 12,3 % — осіб інших рас |

До двох чи більше рас належало 0,0 %. Частка іспаномовних становила 100,0 % від усіх жителів.
За віковим діапазоном населення розподілялося таким чином: 39,7 % — особи молодші 18 років, 53,5 % — особи у віці 18—64 років, 6,8 % — особи у віці 65 років та старші. Медіана віку мешканця становила 25,3 року. На 100 осіб жіночої статі у переписній місцевості припадало 102,8 чоловіків;  на 100 жінок у віці від 18 років та старших — 109,5 чоловіків також старших 18 років.
Цивільне працевлаштоване населення становило 0 осіб. 